# 潦河坡镇
龙兴乡，是中华人民共和国河南省南阳市卧龙区下辖的一个乡镇级行政单位。

## 行政区划
龙兴乡下辖以下地区：
潦河坡村、闫沟村、李庄村、周沟村、榆树庄村、崔坊村、大沟村、沟口村、杨堂村和杨河村。